# Rolf Winquist
Rolf Erik Wilhelm Winquist, född 3 oktober 1910 i Göteborg, död 15 september 1968 i Lidingö, var en svensk fotograf.

## Biografi
Rolf Winquist ledde under många år Ateljé Uggla på Kungsgatan i Stockholm. Han hade där många yngre fotografer som assistenter, som senare blev kända, till exempel Rune Hassner, Sten Didrik Bellander,  Hans Hammarskiöld från 1947 och Hans Gedda. Han bedrev ingen regelmässig undervisning, men de yngre fotograferna fotograferna lärde sig genom sin praktiska medverkan i verksamheten.
Han var framför allt internationellt känd som porträttfotograf. Omkring år 1950 började han också experimentera med gatubilder och reportagefoto, präglad av poetisk realism. Han tog också mode- och reklambilder. Winquist finns representerad vid bland annat Nationalmuseum i Stockholm. Han är begravd på Östra kyrkogården i Göteborg.